# Vilpusjärvi
Vilpusjärvi är en sjö i Finland. Den ligger i kommunen Puolango i landskapet Kajanaland, i den centrala delen av landet, 500 km norr om huvudstaden Helsingfors. Vilpusjärvi ligger 181,4 meter över havet. Den är 3,3 meter djup. Arean är 2,15 kvadratkilometer och strandlinjen är 9,34 kilometer lång. Sjön  ingår i Kiminge älvs huvudavrinningsområde.   
I övrigt finns följande i Vilpusjärvi:
- Säikänsaaret (en ö)

I övrigt finns följande vid Vilpusjärvi:
- Aittojärvet (sjöar)